# Aegiochus laevis
Aegiochus laevis là một loài chân đều trong họ Aegidae. Loài này được Studer miêu tả khoa học năm 1884.